# 稲荷心経
稲荷心経（いなりしんぎょう）は稲荷大神への礼拝に捧げる目的で日本で編纂された日本撰述経典、いわゆる偽経。神仏習合が盛んだった時代に伏見稲荷大社などで祝詞とともによく唱えられた。

## 由来
伏見稲荷大社の神宮寺であった、真言宗東寺の末寺の愛染寺の初代住持の天阿上人の著作と伝わる「稲荷一流大事」に記される礼拝作法の中で、真言、奉献祈祷文、祝詞に続いて最後に稲荷心経が唱えられる。サンスクリット原典は無く、漢文大蔵経にも存在しない。稲荷信仰と神仏習合に基づいて愛染寺で編纂された日本撰述経典である。
経の最後に唱えられる「稲荷真言（オン　キリカク　ソワカ）」は、本来は荼枳尼天の真言であり、日本において荼枳尼天と稲荷神が習合したため使用されるものである。

## 全文
本体真如住空理（ほんたいしんにょじゅうくうり）

寂静安楽無為者（じゃくじょうあんらくむいしゃ）

鏡智慈悲利生故（きょうちじひりしょうこ）

運動去来名荒神（うんどうこうらいみょうこうじん）

今此三界皆是我（こんしさんがいかいぜが）

有其中衆生悉是（うごちゅうしゅうじょうしつぜ）

吾子是法住法位（ごしぜほうじゅうほうい）

世間相常住貪瞋癡之（せけんそうじょうじゅうとんじんちし）

三毒煩悩皆得解脱（さんどくぼんのうかいとくげだつ）

即得解脱（そくとくげだつ）

掲諦掲諦（ぎゃてぃぎゃてぃ）

波羅掲諦（はらぎゃてぃ）

波羅僧掲帝（はらそうぎゃてぃ）

菩提薩婆訶（ぼうぢそわか）

多呪即説呪曰（たしゅそくせつしゅわつ）

オン　キリカク　ソワカ

オン　キリカク　ソワカ

オン　キリカク　ソワカ